# Eparquía de Jbeil
La eparquía de Jbeil o de Biblos (en latín: Eparchia Bybliensis Maronitarum y en árabe: أبرشية الجبيل المارونية الكاثوليكية‎) es una circunscripción eclesiástica de la Iglesia católica en Líbano. Se trata de una eparquía maronita, inmediatamente sujeta al patriarcado de Antioquía de los maronitas. Desde el 16 de enero de 2012 su eparca es Michel Aoun.

## Territorio y organización
La eparquía extiende su jurisdicción sobre los fieles católicos de rito antioqueno maronita residentes en el distrito de Jbeil en la gobernación de Keserwan-Jbeil (creada en 2017).
La sede de la eparquía se encuentra en la ciudad de Biblos (o Jbeil) en donde se halla la Catedral de San Juan Marcos.
En 2021 en la eparquía existían 83 parroquias.

## Historia
Jbeil era conocida en la época romana/bizantina como Byblos, y en la época medieval como Gibel (Giblet) o Zibelet. Desde el 12 de junio de 1673 hay un obispo maronita en Jbeil. 
En varias ocasiones la Congregación de Propaganda Fide había intervenido para ordenar la subdivisión canónica del patriarcado, siguiendo el ejemplo de los demás patriarcados orientales, pero sus decretos habían quedado en letra muerta, por lo que la Iglesia maronita no estaba dividida en diócesis, hasta que el 30 de septiembre de 1736 en el sínodo del Monte Líbano en el monasterio de Nuestra Señora en Louaizeh se decidió —siguiendo las decisiones del Concilio de Trento (1545-1563)— la erección canónica de 8 diócesis con límites definidos, cada una con un obispo residente y con autoridad ordinaria. Una de esas diócesis fue la eparquía de Biblos y Batrún, cuya jurisdicción inicial fue fijada como:

III. Bybli, et Botri: hujus jurisdictio extenditur in Dioeceses Bybli, et Botri, Acurae, Dairalamari, et Regionis Bisarajae.

La bula Apostolica praedecessorum del 14 de febrero de 1742 del papa Benedicto XIV, confirmó la decisión sinodal de subdividir el patriarcado en diócesis, su número y su extensión territorial. Sin embargo, el sínodo acordó que las diócesis no serían asignadas hasta que el número de obispos se redujera hasta 8, lo cual se puso en práctica durante el patriarcado de Youssef VIII Hobaish (1823-1845). Por esta razón Jbeil o Biblos fue parte de la eparquía de Damasco hasta 1768, cuando fue unida a Batrún para formar la eparquía de Jbeil y Batrún. El primer obispo de las diócesis unidas fue Stefano El Douaihy. Durante el patriarcado de Youssef VIII Hobaish quedó definida como eparquía de Biblos y Batrún. El sínodo patriarcal de Ghosta en 1768 confirmó la unión de las dos eparquías. En esta ocasión las dos sedes tenían como obispo a Antonio Mohasseb. Con motivo del sínodo de Ain-Chaqiq las sedes quedaron vacantes, pero cuatro años más tarde el obispo Paul Stephen estuvo presente en el sínodo patriarcal de Békorki. En el sínodo de Losaisch de 1818 participó el obispo Germano Tabet de Jbeil y Batrún, todavía documentado en 1823.
El 25 de mayo de 1837 la eparquía de Biblos y Batrún fue suprimida e incorporada a la eparquía patriarcal de Sidón y Tiro y administrada como vicariato patriarcal de Biblos. En 1840 perdió una docena de aldeas, separadas por la Propaganda Fide e incorporadas a la archieparquía de Trípoli de los maronitas. En 1848 se convirtió en la eparquía propia del patriarca de Antioquía de los maronitas al separarse Sidón y Tiro. El patriarca había fijado su residencia en el distrito de Batrún y gobernaba las dos diócesis a través de dos vicarios patriarcales.
A finales del siglo XIX la eparquía tenía entre 60 y 70 000 fieles, 470 sacerdotes, 18 conventos masculinos con 216 religiosos y 2 monasterios femeninos con 58 religiosas.
El 9 de junio de 1990 se separó de Batrún dejando de ser un vicariato patriarcal, convirtiéndose por primera vez en una circunscripción eclesiástica autónoma, y asumió su nombre actual. El primer obispo de la diócesis independiente fue Béchara Boutros Raï, quien fue elegido patriarca de la Iglesia maronita en 2011.

## Estadísticas
Según el Anuario Pontificio 2022 la eparquía tenía a fines de 2021 un total de 155 000 fieles bautizados.
| Año                                                                             | Población            | Población | Población      | Sacerdotes | Sacerdotes    | Sacerdotes    | Bautizados por sacerdote | Diáconos permanentes | Religiosos | Religiosos | Parroquias |
| Año                                                                             | Bautizados católicos | Total     | % de católicos | Total      | Clero secular | Clero regular | Bautizados por sacerdote | Diáconos permanentes | Varones    | Mujeres    | Parroquias |
| ------------------------------------------------------------------------------- | -------------------- | --------- | -------------- | ---------- | ------------- | ------------- | ------------------------ | -------------------- | ---------- | ---------- | ---------- |
| 1990                                                                            | 477 000              | ?         | ?              | 173        | 134           | 39            | 2757                     |                      | 71         | 232        | 188        |
| 1999                                                                            | 250 000              | ?         | ?              | 67         | 52            | 15            | 3731                     |                      | 19         | 42         | 86         |
| 2000                                                                            | 250 000              | ?         | ?              | 84         | 56            | 28            | 2976                     |                      | 31         | 42         | 86         |
| 2001                                                                            | 250 000              | ?         | ?              | 92         | 55            | 37            | 2717                     |                      | 40         | 42         | 86         |
| 2003                                                                            | 250 000              | ?         | ?              | 94         | 59            | 35            | 2659                     |                      | 40         | 60         | 86         |
| 2004                                                                            | 250 000              | ?         | ?              | 94         | 59            | 35            | 2659                     |                      | 40         | 65         | 86         |
| 2006                                                                            | 250 000              | ?         | ?              | 100        | 60            | 40            | 2500                     |                      | 45         | 45         | 88         |
| 2009                                                                            | 250 000              | ?         | ?              | 101        | 60            | 41            | 2475                     |                      | 49         | 40         | 88         |
| 2013                                                                            | 160 000              | ?         | ?              | 96         | 68            | 28            | 1666                     | 1                    | 30         | 65         | 68         |
| 2016                                                                            | 160 000              | ?         | ?              | 103        | 64            | 39            | 1553                     |                      | 43         | 72         | 68         |
| 2019                                                                            | 155 000              |           |                | 128        | 70            | 58            | 1210                     | 3                    | 63         | 95         | 82         |
| 2021                                                                            | 155 000              | ?         | ?              | 112        | 69            | 43            | 1383                     | 5                    | 46         | 71         | 83         |
| Fuente: Catholic-Hierarchy, que a su vez toma los datos del Anuario Pontificio. |                      |           |                |            |               |               |                          |                      |            |            |            |

## Episcopologio
- Giuseppe † (mencionado el 12 de junio de 1673)
- Giovanni Abacuch † (mencionado en 1694)
- Giuseppe † (mencionado el 5 de octubre de 1699)
- Filippo † (mencionado en 1736)
- Stefano El Douaihy † (1736-después de 1746[8])[9]
- Antonio Mohasseb † (mencionado en 1768)[9]
- Paolo Stefano † (antes de 1790-después de 1809)[9]
- Germano Tabet † (antes de 1818-después de 1823)[9]
  - Sede propia del patriarca (1848-1990)
- Béchara Boutros Raï, O.M.M. (9 de junio de 1990-15 de marzo de 2011 confirmado patriarca de Antioquía)
- Michel Aoun, desde el 16 de enero de 2012